# Chloephaga picta
El cauquén común, caiquén, avutarda magallánica, cauquén, cauquén magallánico o ganso de Magallanes (Chloephaga picta), es una especie de ave anseriforme de la familia Anatidae natural de América del Sur. Las poblaciones originales se han reducido considerablemente por la caza, especialmente durante su período de migración invernal en las pampas húmedas. Actualmente en Argentina es considera una especie vulnerable y protegida por ley.

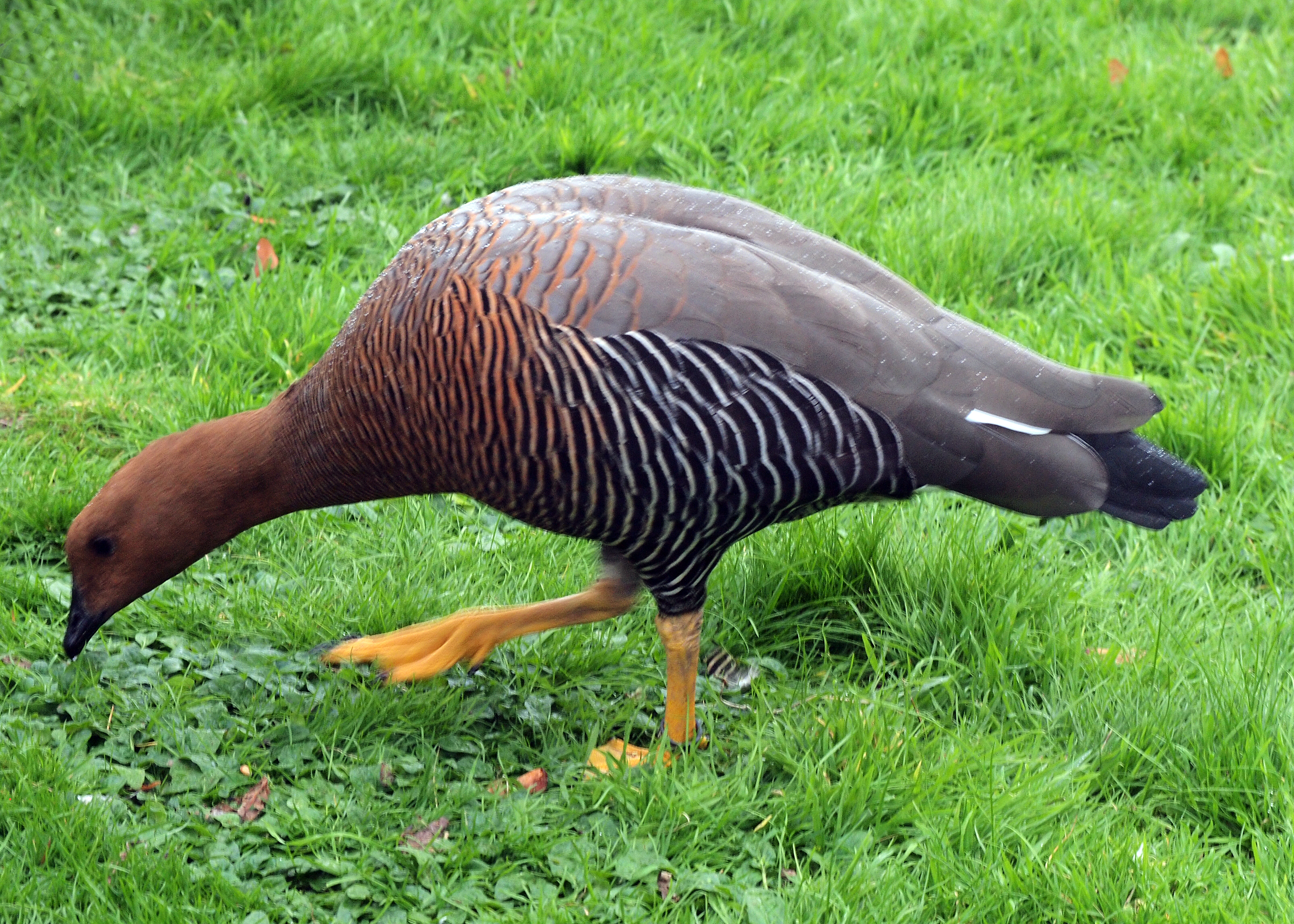
Hembra cautiva en Inglaterra.

## Distribución
De los cinco cauquenes, este es el de distribución más extensa. Vive desde la provincia de Buenos Aires (Argentina) y de la Región del Maule (Chile), hacia el sur hasta Tierra del Fuego. También habita en las Islas Malvinas y en invierno migra visitando Uruguay.

## Características
La longitud total es de 60 a 65 cm de longitud y alcanzan un peso de 3 kg; Los machos son más grandes que las hembras. Es color blanca barreada de negro en el dorso y flanco. El pico y las patas en el macho son negros. Hay dimorfismo sexual en el plumaje. La hembra es castaña con la cabeza ocrácea, espalda y pecho barreados de negro, vientre barreado de blanco y negro, subcaudales de color gris parduzco, patas amarillas a diferencia del macho que son negras. Su pico es rosado.

## Hábitat
Esta especie ocupa llanuras gran parte del año, observándola en cursos de agua en bosques, vegas y esteros patagónicos.

## Comportamiento
Recurren a la protección del agua durante la muda y la cría. En muda suele perder todas las plumas primarias y secundarias al querer volar, por lo tanto queda incapacitada para volar.
Se le documenta desde el nivel del mar hasta los 1500 metros de elevación.

## Reproducción
Pone de 5 a 8 huevos, tardando 30 días en incubar.

## Subespecies
Existen dos subespecies:
- Chloephaga picta picta - sur del continente de Sudamérica
- Chloephaga picta leucoptera - Islas Malvinas

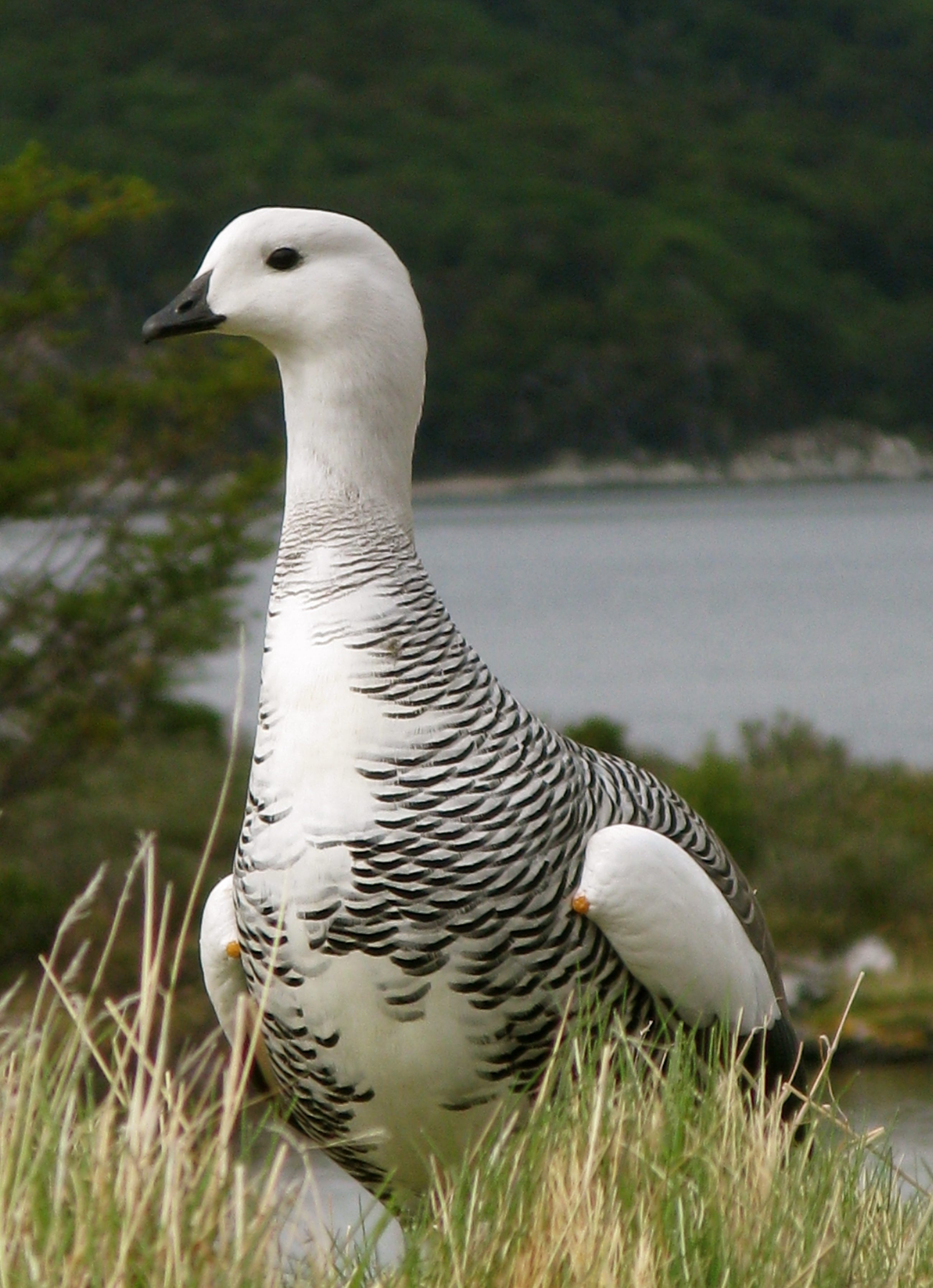
Macho en Tierra del Fuego.

## Galería

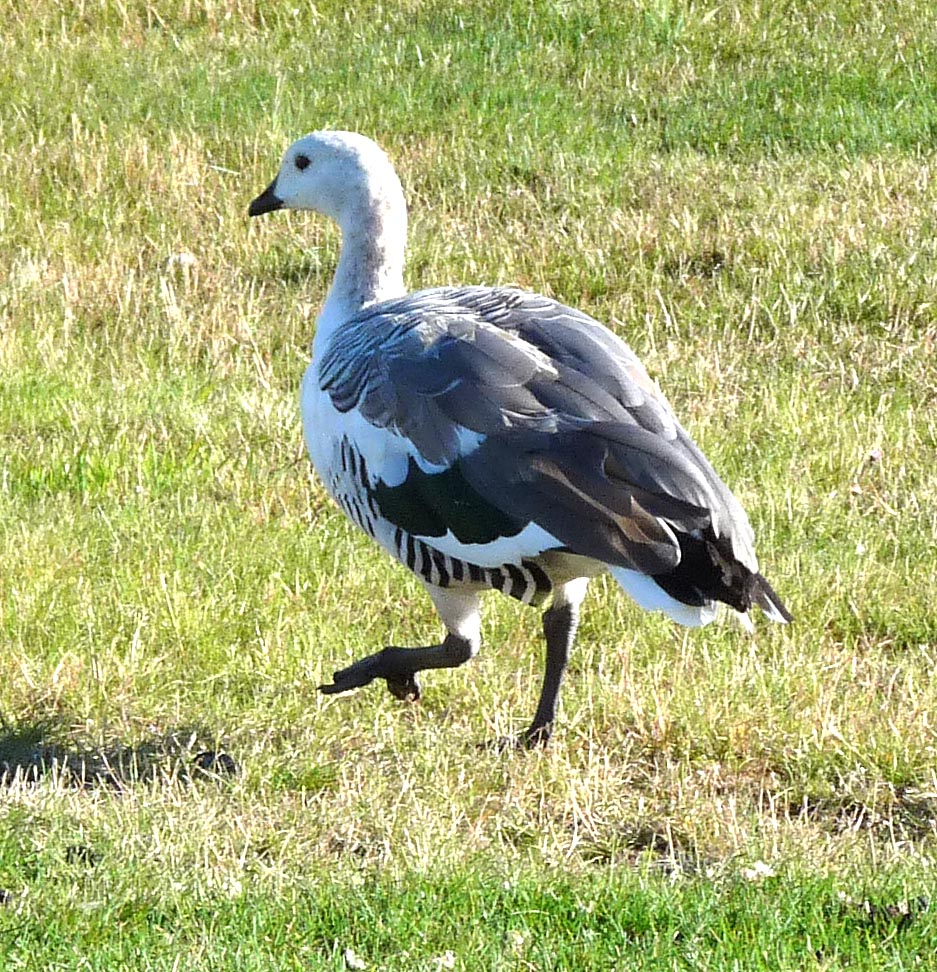
Macho de la subespecie malvinera.
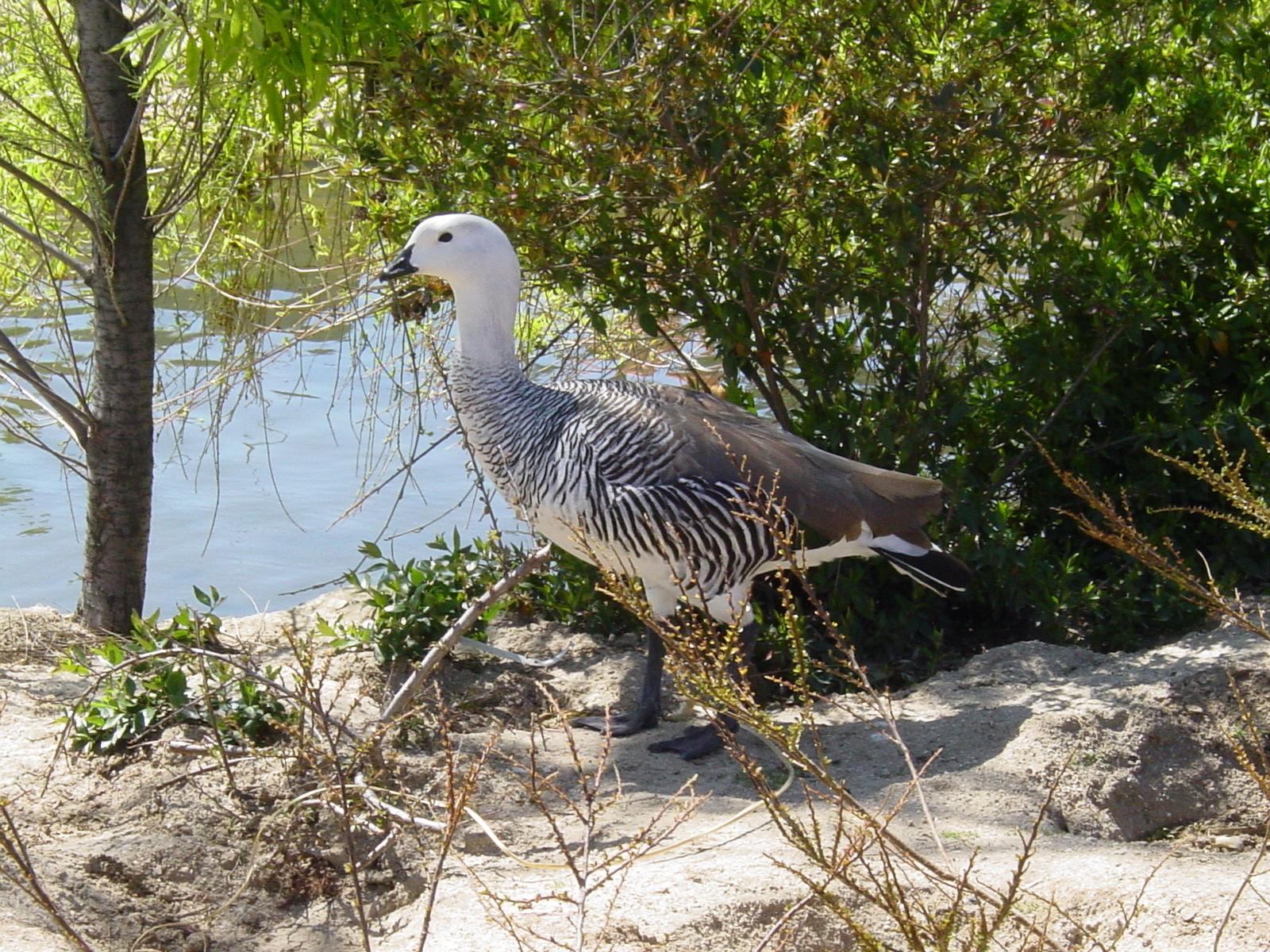
Un macho
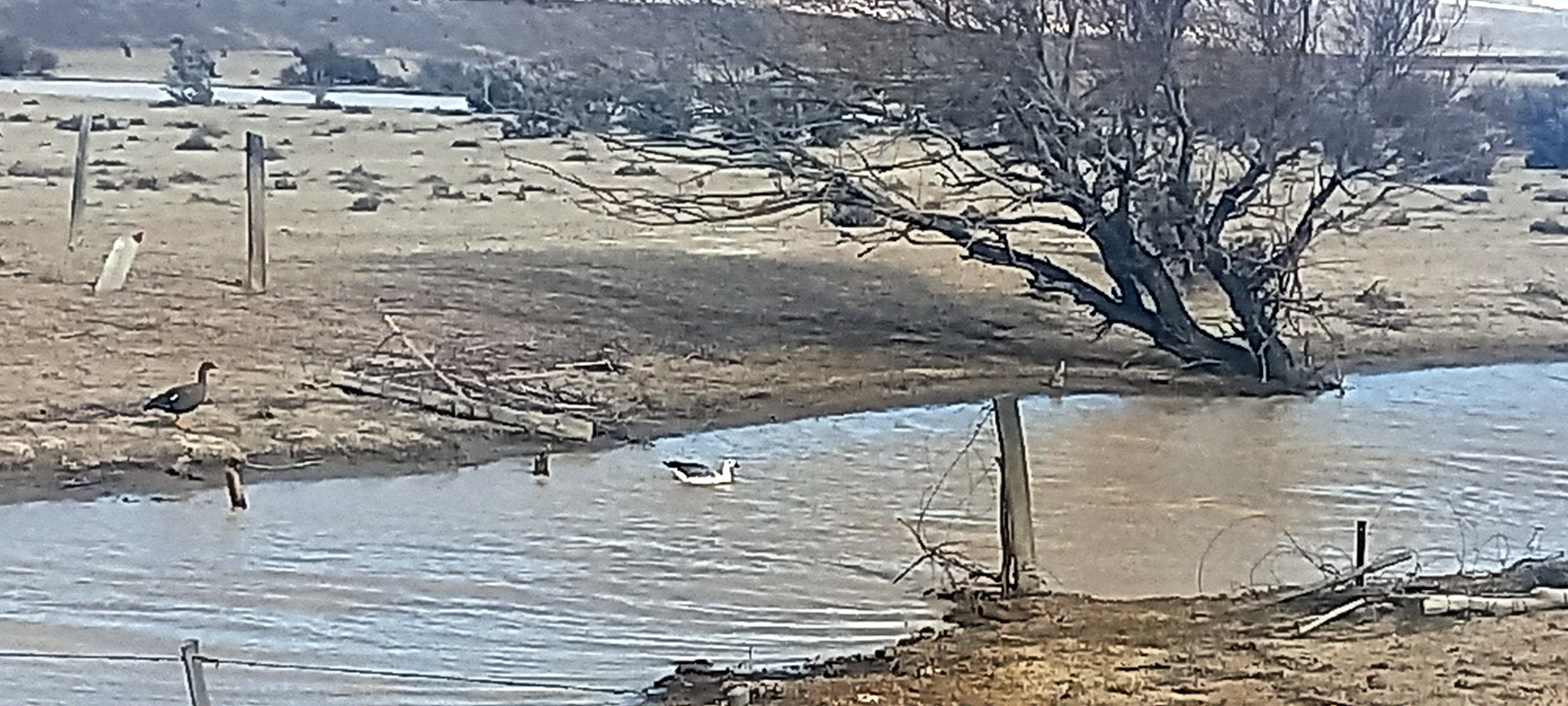
Pareja  alimentándose en su hábitat natural en la Patagonia.
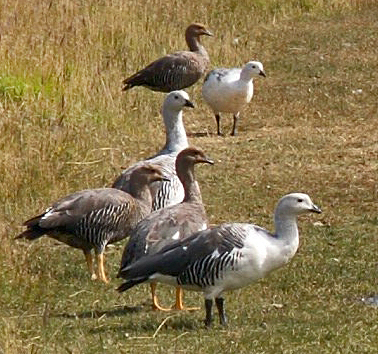
Machos y hembras
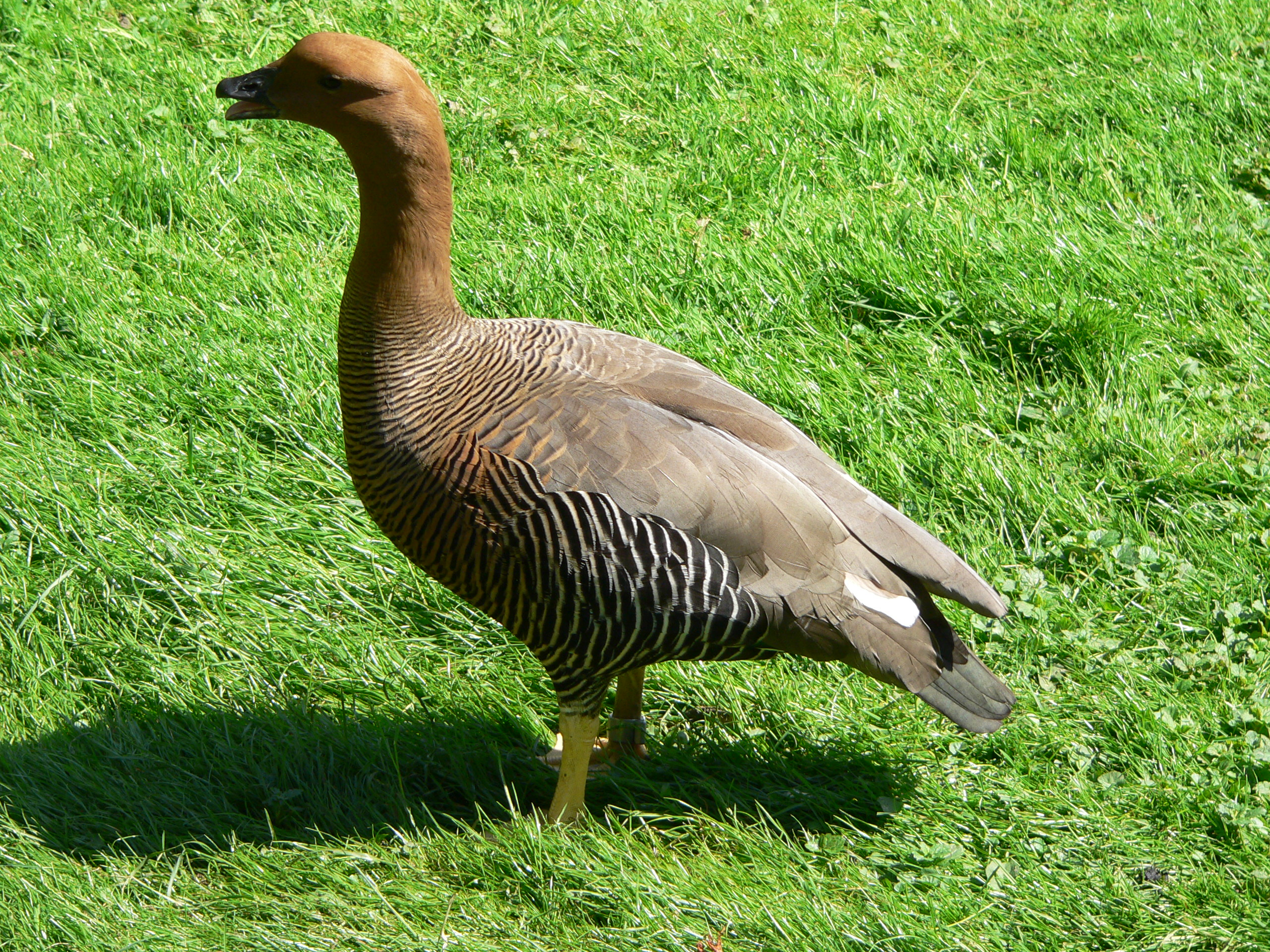
Una hembra
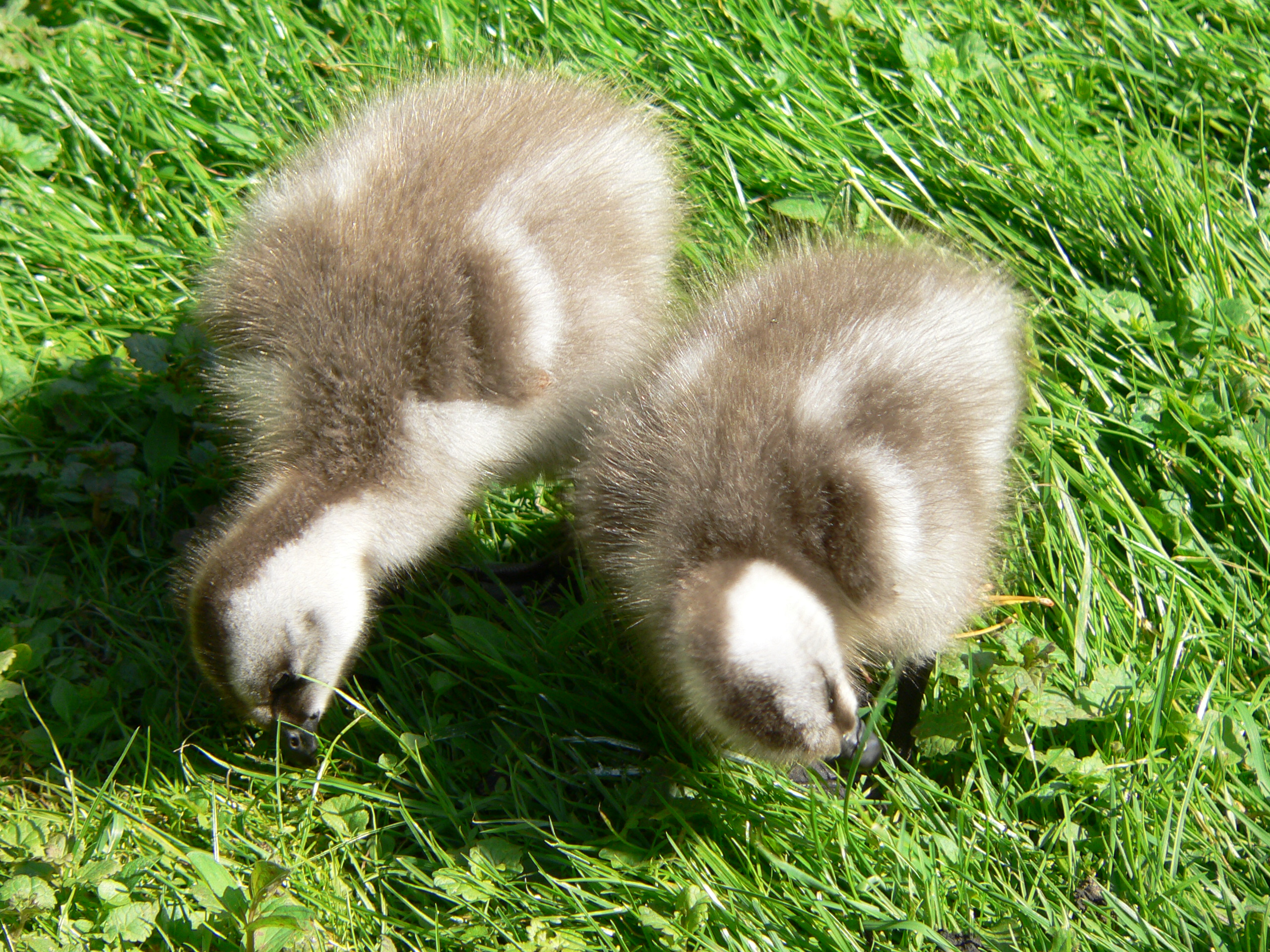
Pichones
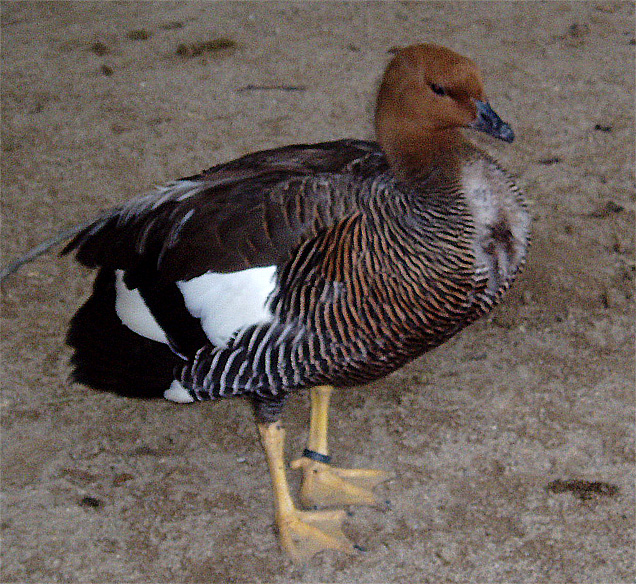
Una hembra
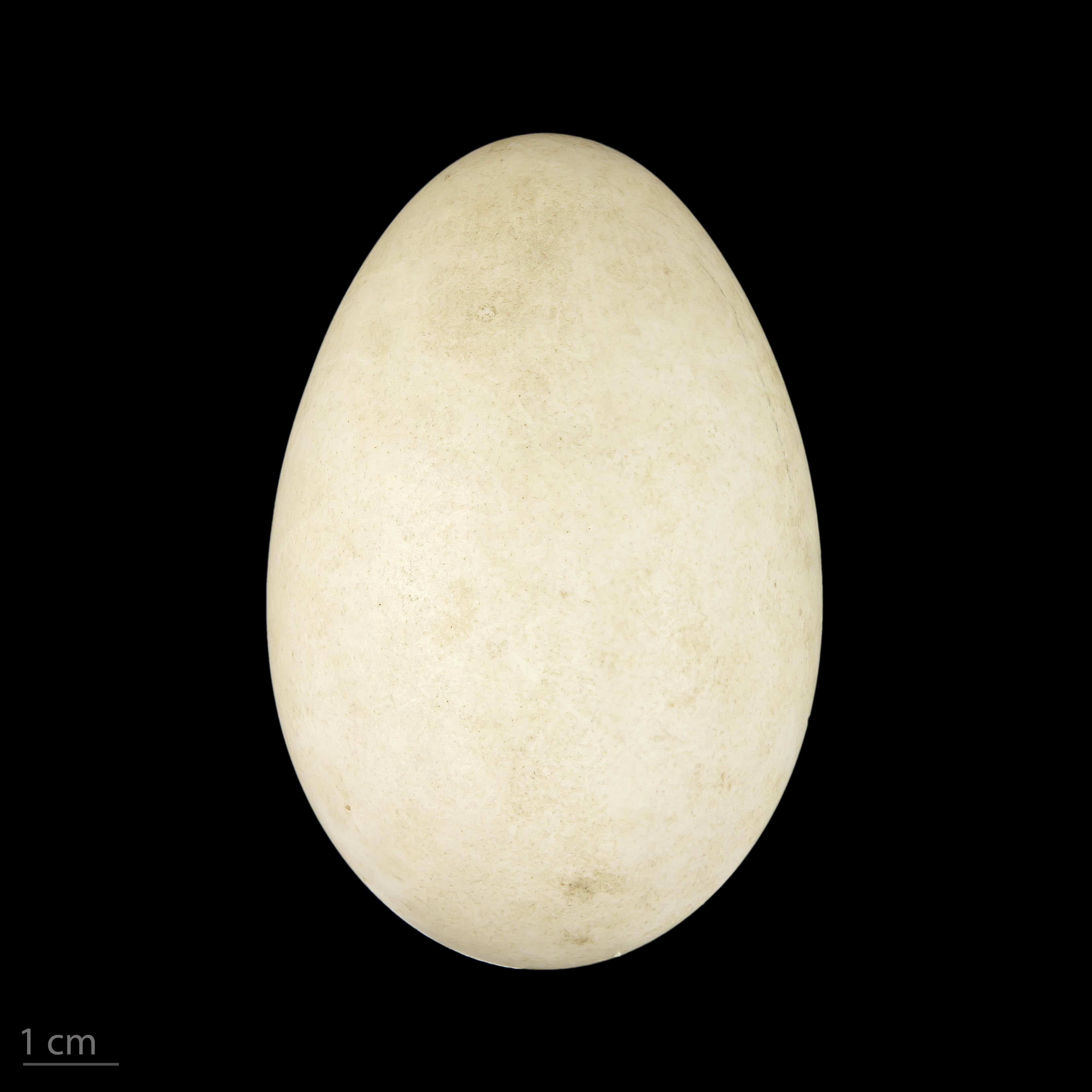
Chloephaga picta - MHNT